# 194. gorska strelska divizija (ZSSR)
194. gorska strelska divizija je bila gorska strelska divizija Rdeče armade v času druge svetovne vojne.

## Zgodovina
Divizija je bila ustanovljena leta 1941 v Taškentu.